# 盧基·丹尼爾斯
盧基·馬菲·丹尼爾斯（英語：Luke Matthew Daniels，1988年1月5日—）出生於大曼徹斯特保頓，英格蘭足球員，司職守門員，現效力於英乙球會格連森林。

## 生平
丹尼爾斯於2004年被曼聯放棄後加盟西布朗，在預備組表現出色。他的好表現受到英格蘭U18代表隊垂青，於2006年4月對斯洛文尼亞時首次上陣，球隊以2:1取勝。
在到西布朗試腳前，丹尼爾斯曾在奧脫福待了7年。另一年輕曼聯門將盧基·史迪利（Luke Steele）亦和丹尼爾斯一起加盟西布朗，而曼聯則可借用當時西布朗的首席門將古斯錫。丹尼爾斯被列入2007年英冠升班附加賽決賽後備名單，但未獲安排上陣。
2008年1月25日，他外借加盟蘇超球會馬瑟韋爾，直至2007/08年球季季尾，5月3日對些路迪首度亮相蘇超。在夏天返回西布朗後，他於8月1日被外借至梳士貝利一季。在升班附加賽準決賽次回合作客傑里球場對貝利一戰，他憑著出色的表現，為球隊贏得於溫布萊球場舉行的決賽席位，他更當選成為賽事最佳球員。在決賽對基寧咸一仗，丹尼爾斯被BBC體育評為決賽最佳球員，但仍無法阻止球隊以0:1落敗。
和西布朗續約兩年後，丹尼爾斯被外借至燦美爾，直至2009/10年球季季尾。2010年7月14日，布里斯托流浪官方宣布和丹尼爾斯簽下一年借用合約，球隊在保密一星期後才公開其身份。但他不幸地在季前練習時弄傷背部，其外借合約被終止並返回山楂球場。
9月17日，丹尼爾斯被外借至查爾頓，為期28日，以頂替因手肘受傷預計倦勤一個月的洛·艾利洛（Rob Elliot）。在山谷球場待了一個月後，他返回西布朗，但卻在12月2日再度被外借，對象是因本來的門將受傷，急需借用門將的羅奇代爾。
2011年1月5日，丹尼爾斯和布里斯托流浪「再續未了緣」，外借加盟直至5月31日，並借原正選門將米基·安達臣（Mikkel Andersen）借用期滿返雷丁後，坐正成為球隊首席門將。盧基在流浪的處子戰為在主場1:1賽和英甲護級分子華素爾。
2011年10月25日丹尼爾斯以緊急借用形式加盟英乙球會修安聯，為期28天，隨即在晚上作客出戰班列特，順利淨勝3-0奏凱而回。11月10日於上陣4場僅失1球下，丹尼爾斯獲延長借用至翌年1月2日，期間合共上陣9場聯賽及6場盃賽，其中有5場保持沒有失球。

## 外部連結
- 足球数据库：Luke Daniels的球员统计数据
- 資料於西布朗官網 （页面存档备份，存于）